# Három pont
A három pont vagy hármaspont ( … ) egy írásjel. A tipográfiában használatos neve a görög kihagyás szón alapuló ellipsis.
A magyar helyesírásban három ponttal jelezzük a gondolat befejezetlenségét: De tart a harc… a kard s az ágyú / Helyett most eszmék küzdenek. Meggondolni háborítlan, / Ami immár közelebb van… stb. (AkH.12 241. b)) Három pontot használunk akkor is, ha valamely szövegből kihagyunk egy részt: …s rendezni végre közös dolgainkat, / ez a mi munkánk… Respublika, szabadság gyermeke / … Köszöntelek a távolból előre!  (AkH.12 240. b))

## A hármaspont az informatikában
A hármaspont nem összekeverendő a három ponttal (… illetve ...), mivel a pontok közötti távolság nem azonos a két esetben.
A Unicode szabvány szerint a hármaspont (angolul: ellipsis) kódja tizenhatos számrendszerben 2026 (tízes számrendszerben ez 8230-nak felel meg). 

A Windowsban így illeszthető be a szövegbe: Alt+0133.
A Linux rendszerekben így illeszthető be a szövegbe: Ctrl+Shift+U+2026+Enter.
Windows-1250 kódolással a hármaspont kódja decimálisan 133.